# Свети Николай (Периволи)
„Свети Николай“ (на гръцки: Μονή του Αγίου Νικολάου) е манастирска православна църква, край гревенското пиндско село Периволи, Егейска Македония, Гърция.
Манастирът е построен извън Периволи, на пътя за Гревена, в местността Биткуки, над Аспропотамос. Тук минава античният римски път Виа Регия. Името „Свети Николай“ се среща в карти на района от XV век и най-вероятно манастирът е основан по това време. В църквата е издълбана датата 30 юли 1803 година, вероятно дата на обновяване на църквата. Манастирът е имал 15 килии и значителен брой монаси.
В църквата са запазени красиви резбовани дървени иконостаси. В 1979 година църквата е обявена за защитен паметник.